# محمد عبد العال (لاعب جودو)
محمد عبد العال (مواليد 23 يوليو 1990) هو لاعب جودو مصري، مثّل بلاده في الألعاب الأولمبية الصيفية 2016 و2020.

## المشاركة الأولمبية
| مصر (EGY)  | مصر (EGY)            | مصر (EGY)     | مصر (EGY)                       | مصر (EGY)                        | مصر (EGY)     | مصر (EGY)     | مصر (EGY)     | مصر (EGY)      | مصر (EGY)      |
| الدورة     | الحدث                | دور الـ64     | دور الـ32                       | دور الـ16                        | ربع النهائي   | نصف النهائي   | الترضية       | النهائي / م.ب. | النهائي / م.ب. |
| الدورة     | الحدث                | الخصم النتيجة | الخصم النتيجة                   | الخصم النتيجة                    | الخصم النتيجة | الخصم النتيجة | الخصم النتيجة | الخصم النتيجة  | الترتيب        |
| ---------- | -------------------- | ------------- | ------------------------------- | -------------------------------- | ------------- | ------------- | ------------- | -------------- | -------------- |
| ريو 2016   | −81 كجم [الإنجليزية] | د. ل.         | Otgonbaatar (منغوليا) ف 101–000 | حسن خالمورزياف (روسيا) خ 000–010 | لم يتأهل      | لم يتأهل      | لم يتأهل      | لم يتأهل       | لم يتأهل       |
| طوكيو 2020 | −81 كجم [الإنجليزية] | د. ل.         | Ungvári (المجر) ف 100–000       | Parlati (إيطاليا) خ 000–011      | لم يتأهل      | لم يتأهل      | لم يتأهل      | لم يتأهل       | لم يتأهل       |

## روابط خارجية
محمد عبد العال على موقع الفيدرالية الدولية للجودو (الإنجليزية)
- محمد عبد العال على موقع JudoInside.com (الإنجليزية)
- محمد عبد العال على موقع اللجنة الأولمبية الدولية (الإنجليزية)
- محمد عبد العال على موقع أوليمبيديا (الإنجليزية)